# Schlaraffia
A Schlaraffia é uma fraternidade masculina de língua alemã mundial fundada em Praga em 10 de outubro de 1859  , para o cultivo da amizade, arte e humor. O símbolo da Schlaraffia é a coruja. O lema da associação é "In arte voluptas" (aproximadamente: na arte está o prazer).

## Nome
A palavra "Schlaraffe" deve ser derivada da palavra do alto alemão médio slur affe , que na época significava "bon vivant despreocupado". Tambem pode ter o nome derivado do reino mitologico Schlaraffenland (em português, Cocanha).
O termo "Schlaraffia" foi registado como marca comercial pelo "Conselho de Todos os Schlaraffen" (conselho da associação mundial "Allschlaraffia").

## História
Quando em 1859 o diretor do Teatro Alemão (Landständisches), Franz Thomé, quis apresentar um de seus jovens artistas, o baixista Albert Eilers (1830-1896), à associação de artistas de Praga "Arcadia", este foi rejeitado por causa de sua falta de recursos por ser apenas um trabalhador comum. Em protesto, Eilers e seus colegas de teatro fundaram uma mesa redonda, que ironicamente chamaram de "Clube dos Proletários". Depois de alguns desvios e contratempos, este clube se desenvolveu na "Schlaraffia" mundial de hoje .
Em 1865, clubes Schlaraffia foram fundados na Alemanha em Berlim e em 1872 em Leipzig. Estes adotaram estatutos comuns em Leipzig em 1876 e se espalharam rapidamente por toda a Alemanha. Em 1874, o órgão da associação "Der Schlaraffia Zeyttungen" foi publicado pela primeira vez em Leipzig. Ele ainda é publicado várias vezes por ano para os membros da Schlaraffia. 
Durante a era nazista e mais tarde sob o governo da RDA, muitos grupos locais ("Reinos") foram forçados a interromper suas operações de clube e apenas em casos muito isolados conseguiram sobreviver a esses tempos por meio de reuniões secretas em ambientes seguros (principalmente casas particulares). Devido à fuga e expulsão de alemães da Europa Central e Oriental de 1945 a 1950, houve muitas novas fundações na República Federal.